# Jean-Luc Maury-Laribière
Pour les articles homonymes, voir Maury et Laribière.
Jean-Luc Maury-Laribière est un pilote automobile français né le 22 février 1943. Il a participé à 7 reprises aux 24 heures du Mans (1993, 1994, 1995, 1997, 1998, 2000, 2001, 2003 et 2004), remportant l'épreuve (en catégorie LMP675) en 2003.
Il est le fils de Michel Maury-Laribière.